# La Bohème (1916)
La Bohème (também conhecido por La vie de Bohème) é um filme mudo estadunidense de 1916 do diretor francês Albert Capellani. Baseado na obra de Giacomo Puccini, a ópera La Bohème, o longa foi estrelado por Alice Brady (em início de carreira), Paul Capellani (1877-1960), June Elvidge (1893-1965) e Zena Keefe (1896-1977).
Produzido pela "Paragon Films"e distribuído pela "World Pictures", cujo dono era William A. Brady, pai de Alice Brady, o filme estreou em 19 de junho de 1916 nos Estados Unidos e em 4 de janeiro de 1918 na França.
Na atualidade, uma única cópia é conhecida, fazendo parte do acervo do "George Eastman House Motion Picture Collection" (GEHMPC) do "George Eastman Museum". Esta cópia sobreviveu ao tempo graças a Metro-Goldwyn-Mayer, que comprou os direitos do filme para refilma-ló (o filme da MGM foi lançado em 1926 com o mesmo título: La Bohème (filme de 1926)), mantendo sob sua tutela uma cópia. Esta cópia foi parte integrante do "Louis B. Mayer Conservation Center" (Louis B. Mayer, foi um dos fundadores da MGM), que posteriormente chegou ao acervo da GEHMPC.